# Redwater (Alberta)
Redwater es una ciudad en la región metropolitana de Edmonton de Alberta, Canadá, que está rodeada por el condado de Sturgeon. Se encuentra en la carretera 38, aproximadamente 52 km (32,3 mi) norte de Edmonton. Su población era 2.053 en el censo de 2016, mientras que el censo municipal de la ciudad realizado en 2012 contó con una población de 2.116.

## Historia
A principios del siglo XX, el área donde se encuentra Redwater fue colonizada primero por colonos ucranianos y luego por colonos ingleses y franceses. El nombre Redwater es una referencia al cercano río Redwater, un afluente de color ocre que desemboca en el río North Saskatchewan.
El estudio del área de Redwater se registró el 7 de septiembre de 1906. La oficina de correos original, establecida en 1907 en una ubicación al este de la actual Redwater, se trasladó en 1919 al sitio actual de la ciudad cuando Redwater se estableció como una aldea. El 31 de diciembre de 1949 se incorporó como villa, convirtiéndose en villa un año después el 31 de diciembre de 1950.
Originalmente, Redwater era principalmente una comunidad agrícola. El descubrimiento de petróleo en la zona en 1948 transformó la aldea de unas 160 personas en un pueblo de 1306 habitantes en 1951.

## Geografía
Redwater está rodeada de amplias zonas llanas con algunas de las mejores tierras de cultivo de Alberta. El río Sturgeon, que desemboca en el río North Saskatchewan y recorre en dirección este-sureste unos 15 kilómetros al sur de la ciudad, es uno de los accidentes geográficos más notables de la zona. Al este y sureste hay grandes zonas de arena conocidas como "colinas de arena", algunas de las cuales albergan una próspera industria de arena de sílice y grava. Las coníferas como el pino piñonero, el pino silvestre, la picea blanca, la picea negra y algunos abetos balsámicos, así como las frondosas como el abedul, el álamo y el álamo temblón, se sustentan en los dos tipos principales de bosques que crecen en estas diversas zonas.

## Demografía
En el Censo de población de 2021 realizado por Statistics Canada, la ciudad de Redwater tenía una población de 2115 habitantes que vivían en 910 de sus 1000 viviendas privadas totales, un cambio de3 % de su población de 2016 de 2,053. Con una superficie de terreno de 19.93 km² , tenía una densidad de población de 106,1/km   en 2021.
En el Censo de Población de 2016 realizado por Statistics Canada, la ciudad de Redwater registró una población de 2053 viviendo en 862 de sus 946 viviendas privadas totales, una7,2 % de cambio con respecto a su población de 2011 de 1.915. Con una superficie de terreno de 20,03 km² (7,7 mi²), tenía una densidad de población de 102,5/km   en 2016.
El censo municipal de 2012 de la ciudad de Redwater contó con una población de 2116. El censo también contó 921 viviendas totales dentro de la ciudad, 77 más que las 844 contadas por Statistics Canada en 2011.

## Economía
Además de la industria agrícola que rodea la ciudad, numerosas operaciones industriales grandes están ubicadas en el cercano corazón industrial de Alberta, al sur. La operación industrial más grande es Sturgeon Refinery de North West Redwater Partnership (NWRP). La refinería Sturgeon, también conocida como NWR Sturgeon Refinery, construida, propiedad y operada por NWRP, en virtud de un acuerdo de varios años con el gobierno provincial de Alberta, que ha proporcionado préstamos de miles de millones de dólares para la operación, así como un contrato de 30 años de compromiso de suministro de betún a la refinería.  En su sitio web, NWRP estimó que el valor económico de Sturgeon Refinery para Alberta es de aproximadamente $90 mil millones de dólares canadienses durante 30 años".
Otras operaciones notables incluyen una planta de fertilizantes Agrium Inc, una planta de producción química Evonik Industries, una planta petroquímica Pembina, una instalación de almacenamiento y envío de tuberías Access Pipeline INC y el mejorador y refinería Shell Scotford. Estas industrias han generado una variedad de negocios derivados, como envíos, servicios de campos petroleros, equipos pesados y otros servicios de apoyo.

## Atracciones
Redwater cuenta con muchas atracciones para una comunidad de su tamaño, tales como: un campo de golf de nueve hoyos con greens de césped está ubicado dentro de Redwater, una instalación recreativa de usos múltiples en el lugar de Pembina, una piscina al aire libre, el Sand Hills, área natural que alberga algunos de los mejores senderos para vehículos todoterreno en el centro de Alberta, una biblioteca pública, y la torre de perforación de petróleo más grande del mundo.

## Infraestructura

### Cuidado de la salud
La ciudad alberga el Centro de Salud Redwater .

## Medios de comunicación
The Review es un periódico semanal local que sirve a Redwater.